# Gridr (satèl·lit)
Gridr (Saturn LIV), conegut originalment com a S/2004 S 20, és un satèl·lit natural de Saturn. El seu descobriment va ser anunciat per Scott S. Sheppard, David C. Jewitt i Jan Kleyna el 7 d'octubre de 2019 a partir d'observacions realitzades entre el 12 de desembre de 2004 i el 22 de març de 2007. Va rebre la seva designació permanent el juny de 2021. El 24 d'agost de 2022, va rebre el nom oficial de Gríðr, un jötunn de la mitologia nòrdica. SÉs la mare de Víðarr el silenciós i la consort d'Odin. Ella va advertir a Thor sobre la traïció de Geirröðr i el va equipar amb el seu cinturó de força, el seu guant de ferro i el seu bastó Gríðarvöl (bastó de Gríðr).
Gridr té uns 4 quilòmetres de diàmetre i orbita Saturn a una distància mitjana de 19,418 Gm en 1010,55 dies, amb una inclinació de 163° respecte a l'eclíptica, en direcció retrògrada i amb una excentricitat de 0,197.